# Анно-Опанлинка
А́нно-Опанли́нка (укр. Ганно-Опанлинка) — село в Приазовском районе Запорожской области Украины.
Административный центр Беседовского сельского совета.

## Географическое положение
Село Анно-Опанлинка расположено в южной части Запорожской области, находится в 1 км южнее села Беседовка.

## История
Село Анно-Апанлы основано в 1884 году.
В 1945 г. переименовано в Анно-Опанлинку.
23 февраля 2012 года решением Запорожской областной рады центр Беседовского сельского совета был перенесён из Беседовки в Анно-Опанлинку. Название сельского совета при этом не изменилось.

## Население
Население по переписи 2001 года составляло 265 человек.

## Объекты социальной сферы
- Библиотека.[5]